# Коменски (програма)
„Коменски“ е секторна образователна програма, финансирана от Европейския съюз.
Цели да помогне на младежите да разберат многообразието на европейските култури и усвоят езиците и европейските ценности. Тя е част от проекта „Учене през целия живот“, като е ориентирана към учебните заведения за предучилищна и гимназиална степен. Получава наименованието си от чешкия мислител и педагог Ян Амос Коменски.

## Участници
Всеки, който развива дейност в сферата на началното и средното образование може да вземе участие в програмата- ученици, преподаватели, родителски асосиации, неправителствени организации, ръководни и административни кадри. „Коменски“ обхваща няколко основни дейности, като всяка предоставя различни възможности за повишаване на качеството на преподаването, подпомагане на езиковото обучение и мобилността.

## Области
1. Основни проблеми на „мотивацията за учене“ и придобиване на умения за това как се учи.
2. Ключовите умения за научаване на чужд език; подобряване на грамотността; науката да стане по-привлекателна за младите; подпомагане на предприемачеството.
3. Насърчаване на креативността и иновативността.
4. Дигитално образование.
5. Редуциране на социо-икономическите недостатъци и броя на децата, напускащи училище.
6. Увеличаване на участието в спортни събития.

## Цели
- Да подобри и увеличи мобилността на ученици и служители в образователни институции в рамките на ЕС.
- Да окуражи партньорството между училища от различни европейски страни.
- Да подобри качеството на педагогическите умения и това на училищния мениджмънт.